# Auke Hulst
Auke Anthony Hulst (Hoogezand-Sappemeer, 20 mei 1975), is een Nederlandse romanschrijver, journalist en muzikant. 

## Biografie
Hulst, zoon van (radio)journalist Ton Hulst (1939-1983), groeide op in het gehucht Denemarken, nabij Slochteren. Hij studeerde Audiovisuele Kunst aan Academie Minerva en Nederlands en Engels in Groningen, maar rondde zijn studies niet af. 
Hij publiceerde in onder andere Vrij Nederland, NRC Handelsblad, De Groene Amsterdammer, De Standaard, New Statesman, De Morgen, Tirade en De Revisor en debuteerde in 2006 met zijn roman Jij en ik en alles daartussenin. Zijn boek De eenzame snelweg (2007) werd genomineerd voor een Stripschap-penning in de categorie Nederlands Literair en de Belgische Prix Saint-Michel. Samen met Wim Melis, curator van de fotomanifestatie Noorderlicht in Groningen, maakte Hulst het fotoboek The Pursuit of Happiness (2009). Daarnaast was hij als redacteur en essayist verbonden aan de Noorderlicht-uitgaven Warzone (2010), dat de oorlogservaring van uitgezonden soldaten tot onderwerp had, en The Sweet and Sour Story of Sugar (2013).
Hulsts in 2012 verschenen autobiografische roman Kinderen van het Ruige Land werd genomineerd voor de BNG Literatuurprijs en bekroond met Cutting Edge Award 2013, de Langs de Leeuw Literatuurprijs en Het Beste Groninger Boek 2013. Maar omdat Meulenhoff verzuimde deze roman op tijd in te zenden voor zowel de Libris Literatuurprijs 2013 àls voor de Gouden Boekenuil 2013, verliet Hulst zijn uitgeverij.
In 2014 publiceerde hij Buitenwereld, binnenzee, een bundel met verhalen en beschouwingen op het snijvlak van literatuur en reizen. In 2015 verscheen Slaap zacht, Johnny Idaho, een roman over actuele thema's als economische apartheid en surveillance. Dat boek werd genomineerd voor de Halewijnprijs, de Boekhandelsprijs en bekroond met de Harland Awards Romanprijs en de Reinaert-trofee. Najaar 2016 volgde de roman En ik herinner me Titus Broederland, die eveneens de Harland Awards Romanprijs in de wacht sleepte, genomineerd werd voor Beste Groninger Boek en op de longlist stond van de Libris Literatuurprijs en de ECI Literatuurprijs.
Begin 2017 nam Hulst het initiatief tot Als dit zo doorgaat, een binnen een maand geproduceerde verhalenbundel waarin 24 Nederlandse schrijvers middels fictie reageerden op de verrechtsing van het politieke klimaat. Later dat jaar verscheen Motel Songs, een reisboek dat ook een album omvat dat werd opgenomen tijdens een road trip van Philadelphia naar San Francisco. Het boek werd bekroond met de Bob den Uyl-prijs 2018. Eind 2018 verscheen de roman Zoeklicht op het gazon, een psychologisch portret van de 37ste President van de Verenigde Staten, Richard Nixon. Het boek werd bekroond met Beste Groninger Boek en stond op de longlist van de Bookspot Literatuurprijs. Eind 2021 verscheen de autobiografische sciencefictionroman De Mitsukoshi Troostbaby Company, die onder andere de shortlist van de Libris Literatuurprijs, Boekenbon Literatuurprijs en van de Confituur Boekhandelsprijs haalde. In 2023 maakte Hulst onder het pseudoniem Jutta Koolhof het faux-reisboek In de Slochter Vrijstaat, dat in een alternatieve werkelijkheid speelt waarin de voormalige gemeente Slochteren (gemeente), die op het Groningenveld ligt, zich heeft afgescheiden van Nederland om een gasstaat te vormen. In 2025 verscheen de historische gothic-roman Tandenjager.
Als muzikant en componist maakt Hulst Engelstalige muziek onder de naam Sponsored By Prozac. Daarnaast is hij een drijvende kracht achter de Nederlandse formatie De Meisjes, die in 2012 debuteerde met het album Beter dan niets, dat eind 2014 werd gevolgd door de boek- en cd-productie Dokter Toestel, en die in 2024 een doorstart maakte onder de naam Hulst. In 2019 schreef Hulst met jazzcomponiste Corrie van Binsbergen het literaire muziektheaterstuk Een groter gebeuren, een apocalyptisch verhaal, losjes geïnspireerd op het verhaal Het grote gebeuren van Belcampo.
In 2016 presenteerde Hulst voor ARTE de reisserie Von Amsterdam nach Odessa, waarvoor hij ook de soundtrack maakte.

## Publicaties

### Romans
- 2006 - Jij en ik en alles daartussenin
- 2009 - Wolfskleren
- 2012 - Kinderen van het Ruige Land – bekroond met de Cutting Edge Award en het Beste Groninger Boek 2013
- 2015 - Slaap zacht, Johnny Idaho – bekroond met de Harland Awards Romanprijs 2015 en de Reinaerttrofee
- 2016 - En ik herinner me Titus Broederland – bekroond met de Harland Awards Romanprijs 2016
- 2018 – Zoeklicht op het gazon – bekroond met het Beste Groninger Boek 2019
- 2021 - De Mitsukoshi Troostbaby Company – bekroond met de Beste Groninger Boekprijs 2022
- 2023 - In de Slochter Vrijstaat (als Jutta Koolhof)
- 2025 - Tandenjager

### Verhalen
- 2017 - Als dit zo doorgaat (samensteller en initiatiefnemer)
- 2020 - Negen vreemde verhalen (digitale corona-uitgave)

### Non-fictie
- 2007 - De eenzame snelweg, in samenwerking met de illustrator Raoul Deleo
- 2014 - Buitenwereld, binnenzee
- 2017 - Motel Songs, Bekroond met de Bob den Uyl-prijs 2018.
- 2022 - Zephyr

### Albums
- 2009 - The Hidden Shape, als Sponsored by Prozac
- 2012 - Beter Dan Niets, met De Meisjes
- 2014 - Dokter Toestel, met De Meisjes
- 2016 - Amsterdam – Odessa
- 2017 - Motel Songs
- 2019 - Een groter gebeuren, met Corrie van Binsbergen
- 2021 - A Most Present Absence
- 2024 - Broederband, met Hulst

### Andere publicaties
- 2019 in Columbus Travel de reportage Dwars door Big Sky Country werd bekroond met de Aad Struijs Persprijs in de categorie print.

## Bestseller 60
| Boeken met noteringen in de Nederlandse Bestseller 60 | Jaar van verschijnen | Datum van binnenkomst | Hoogste positie | Aantal weken | Opmerkingen |
| ----------------------------------------------------- | -------------------- | --------------------- | --------------- | ------------ | ----------- |
| Tandenjager                                           | 2025                 | 04-06-2025            | 37              | 2            |             |